# テレビ朝日日曜8時連続ドラマ
本項目では、1962年8月から1993年9月まで、NETテレビ→テレビ朝日系列で毎週日曜20:00 - 20:54に断続的に編成されていた、連続テレビドラマの放送枠について取り扱うものとする。

## 概要
2024年現在こそ、バラエティ番組が編成されている本時間帯であるが、かつては『NECサンデー劇場』と『GASグランド劇場』といった単発ドラマ枠が編成されており、連続ドラマが放送されるようになったのは、それまで直後の21時台にて放送されていた『この地果つるまで』（1962年3月 - 9月）が、『GASグランド劇場』との枠交換で繰り上がった1962年8月からのこととなる。これ以降、1968年4月に本時間帯に時代劇枠が新設されるまでの間、本時間帯ではバラエティ番組やプロ野球中継、日曜映画劇場を合間にはさみつつ、刑事ドラマや海外ドラマの放送が断続的に行われた。
本時間帯での時代劇枠が一時終了した後、『いたずらカメラだ!大成功』、『全員出動おじゃましまァす!』といった桂三枝（後の六代桂文枝）司会のバラエティ番組を放送していた時期を経て、1977年8月から再度現代ドラマ枠に移行。その後再び時代劇枠となった1978年10月からの約1年や、クイズ番組『クイズMONOものがたり』が放送された1988年4月からの約半年を除き、1993年9月まで刑事ドラマを中心に、本時間帯での連続ドラマの放送が継続されることとなる。この期間中には、石原プロモーション制作の『西部警察』（1979年 - 1984年）が放送されヒットを博しており、同作品の終了後も石原プロモーション制作のテレビドラマが断続的に放送されていた。

## 歴代作品タイトル
以下、※の付記されたタイトルは海外ドラマを指すものとする。

### 第1期
- この地果つるまで（1962年8月 - 9月） - 1962年3月に日曜21時台にてスタート、放送期間中に本時間帯に移動
- はちまき大将（1962年10月7日 - 1963年4月7日） - 毎日放送制作。以上の2作品とも放送時間は20:00 - 20:45

### 第2期
- バージニアン※（1964年4月 - 1966年1月） - 放送時間は20:00 - 21:26

### 第3期
- 凍原（1966年10月2日 - 12月25日）
- 警視庁物語（1967年1月 - 4月）
- 刑事さん（第1シリーズ、1967年4月 - 6月）
- ターザン※（1967年7月 - 10月） - 水曜20時台より移動
- 七つの顔の男（1967年10月 - 1968年1月）
- 特攻ギャリソン・ゴリラ※（1968年1月 - 3月） - 火曜21時台に移動

### 第4期
- あの手この手お隣りさん! （1977年8月7日 - 9月25日）
- 気になる季節（1977年10月16日 - 1978年3月26日）
- 浮浪雲（1978年4月2日 - 9月10日）

### 第5期
- 西部警察シリーズ（1979年10月14日 - 1984年10月22日）
  - 西部警察（1979年10月14日 - 1982年4月18日）
  - 西部警察 PART-II （1982年5月30日 - 1983年3月20日）
  - 西部警察 PART-III （1983年4月3日 - 1984年10月22日）
- 私鉄沿線97分署（1984年10月28日 - 1986年9月14日）
- どうぶつ通り夢ランド（1986年9月21日 - 1987年3月22日）
- 痛快!婦警候補生やるっきゃないモン! （1987年3月29日 - 9月27日）
- 制作2部青春ドラマ班（1987年10月4日 - 12月27日）
- ニュータウン仮分署（1988年1月10日 - 4月3日）

### 第6期
- シリーズ・男の決断（1988年10月 - 1989年3月）
  - ザ・ディーラー（1988年10月）
  - 赤い辞令・黒い疑惑?企業家サラリーマン（1988年11月）
  - あざやかな逆転?大会社が甦る日（1988年12月）
  - バンコク反乱支社（1989年1月 - 2月）
  - 暴かれたスキャンダル（1989年2月 - 3月）
  - 毎日が日曜日（1989年3月）
- ゴリラ・警視庁捜査第8班（1989年4月2日 - 1990年4月8日）
- ザ・刑事（1990年4月15日 - 9月30日）
- 代表取締役刑事（1990年10月7日 - 1991年9月29日）
- ララバイ刑事'91 → '92 （1991年10月20日 - 1992年4月5日）
- 真夏の刑事（1992年4月12日 - 9月27日）
- 愛しの刑事（1992年10月18日 - 1993年3月21日）
- ララバイ刑事'93 （1993年4月11日 - 9月19日）

## ネット局について
テレビ朝日系列のフルネット局がない地域でも、本枠に属するテレビドラマが放送されていた。以下、各地域ごとの対応について述べる。
- 『西部警察 PART-III』 - 『痛快!婦警候補生やるっきゃないモン!』までの作品は、北陸放送[1]・山陰放送・長崎放送[2]・琉球放送[3]では2日遅れの火曜22:00 - 22:54に放送されていた。
- 『ゴリラ・警視庁捜査第8班』 - 最終作の『ララバイ刑事'93』までの作品は、秋田放送[4]・山梨放送・福井放送[5]・日本海テレビ[6]・高知放送では1日遅れの月曜22:00 - 22:54の放送で、送出は秋田放送→福井放送（1992年10月以降）が担当。青森放送[7]では2日遅れの火曜21:00 - 21:54に、山口放送[8]・四国放送では6日遅れの土曜22:00 - 22:54に放送。本枠終了後に放送された『世界とんでも!?ヒストリー』→『TVダイジェスト』でも同様の形態が取られ、いずれもスポンサードネット扱いであった。
- 山形県では、『西部警察』放送中の1981年4月 - 1993年3月までは山形放送がクロスネット局で唯一、本時間帯の番組を同時ネットで放送していたが、1993年4月1日に山形テレビがフジテレビ系列局からテレビ朝日系列局へとネットチェンジしたのに伴い、同時期にスタートした『ララバイ刑事'93』は同局での放送となった。
- 秋田県、福井県、鳥取県・島根県、沖縄県以外にも、長野県[9]、大分県[10]、宮崎県[11]では、その地域における民放テレビ局すべてで、本時間帯でのドラマやバラエティ番組の放送実績がある。
- そのほか、岩手県[12]、新潟県[13]、富山県[14]、愛媛県[15]、熊本県[16]、鹿児島県[17]のように、時期によって本枠のドラマ（バラエティ番組含む）が複数の局で放送されていた地域がある。

## スポンサー
- 日清サラダ油
- 二階堂酒造
- 東鳩製菓
- ヤマダイ
- 宝酒造
- 東芝
- エスエス製薬
- 田辺製薬
- 浅田飴
- 永谷園
- 三菱石油
- タイホー工業
- 三菱自動車